# Лунхуэй
Лунхуэ́й (кит. упр. 隆回, пиньинь Lónghuí) — уезд городского округа Шаоян провинции Хунань (КНР).

## История
Уезд был образован в 1947 году на стыке уездов Шаоян, Синьхуа и Уган.
После образования КНР в 1949 году был создан Специальный район Шаоян (邵阳专区), и уезд вошёл в его состав.
В 1970 году Специальный район Шаоян был переименован в Округ Шаоян (邵阳地区).
Постановлением Госсовета КНР от 8 февраля 1983 года был расформирован округ Шаоян и образован городской округ Шаоян, однако уже 13 июля это решение было отменено. Постановлением Госсовета КНР от 27 января 1986 года округ Шаоян вновь был преобразован в городской округ.

## Административное деление
Уезд делится на 17 посёлков, 5 волостей и 2 национальные волости.